# Mongaguá
Mongaguá este un oraș în São Paulo (SP), Brazilia.